# Atlantomyia nitida
Atlantomyia nitida är en tvåvingeart som beskrevs av Crosskey 1977. Atlantomyia nitida ingår i släktet Atlantomyia och familjen parasitflugor. Inga underarter finns listade i Catalogue of Life.